# Peruanische Marine
Die Peruanische Marine (Spanisch: Marina de Guerra del Perú) ist Teil der peruanischen Streitkräfte. In ihr dienen rund 24.000 Soldaten, einschließlich 4000 Marineinfanteristen.
Flaggschiff der Marine ist seit 2017 die Fregatte Almirante Grau (FM-53). Sie löste den in den Niederlanden gebauten Kreuzer Almirante Grau (CLM-81) ab, der bis zur Außerdienststellung der letzte aktive leichte Kreuzer war.

## Geschichte
Die peruanische Marine wurde offiziell im Oktober 1821 gegründet. Erster Flottenchef war Jorge Martin Guise. Das erste peruanische Kriegsschiff war die Sacramento. Während des Salpeterkrieges (1879–1884) gegen Chile gelangen der peruanischen Marine – im Gegensatz zum Heer – zeitweise einige spektakuläre Siege zur See. Ausschlaggebend war hier die Rolle des in Großbritannien gebauten Panzermonitors Huascar, der das modernste Schiff im Konflikt darstellte, 1879 allerdings in chilenische Hände fiel.

### Helden der peruanischen Marine
In der peruanischen Marine werden neben dem Nationalhelden Admiral Miguel Grau Seminario folge weitere Persönlichkeiten als Helden verehrt:
- Admiral Lizardo Montero Flores
- Vizeadmiral Manuel Melitón Carvajal Ambulodegui
- Vizeadmiral Manuel Antonio Villavicencio y Freire
- Konteradmiral Pedro Gárezon Thomas
- Kapitän zur See Germán Astete Fernández de Paredes
- Kapitän zur See Juan Fanning García
- Kapitän zur See Juan Guillermo More Ruiz
- Fregattenkapitän Fermín Diez Canseco Coloma
- Korvettenkapitän Elías Aguirre Romero
- Leutnant (Teniente Primero) José Melitón Rodríguez Pérez
- Leutnant (Teniente Segundo) Enrique Palacios Mendiburu
- Marineinfanterist Emilio San Martín Peña

## Organisation und Führung
Befehlshaber der peruanischen Marine ist seit August 2021 Admiral Alberto Alcalá Luna. Die peruanische Marine ist dem Verteidigungsminister und letztlich dem peruanischen Präsidenten als Oberbefehlshaber der peruanischen Streitkräften unterstellt.
Die Einheiten der peruanischen Marine unterstehen drei Befehlshabern:
- Oberkommandierender für Einsätze auf dem Pazifik (Comandante General de Operaciones del Pacífico) – Vizeadmiral Luis José Polar Figari
- Oberkommandierender für Einsätze auf dem Amazonas (Comandante General de Operaciones de la Amazonía) – Vizeadmiral Federico Javier Bravo De Rueda Delgado
- Generaldirektor der Küstenwache (Director General de Capitanías y Guardacostas) – Vizeadmiral Cesar Ernesto Colunge Pinto, diesem ist der Director de Hidrografía y Navegación (Konteradmiral Cesar Emilio Zelada Levy) unterstellt

## Ausrüstung

### Seefahrzeuge
Dem Comandante General de Operaciones del Pacífico unterstehen folgende Schiffe – BAP oder B.A.P. steht für Buque Armada Peruana (Schiff der peruanischen Flotte):

#### Fregatten
| Schiffsklasse          | Herkunft      | Foto | Schiffe                                                                             | Verdrängung | Anmerkungen                                  |
| ---------------------- | ------------- | ---- | ----------------------------------------------------------------------------------- | ----------- | -------------------------------------------- |
| Carvajal (Lupo-Klasse) | Italien/ Peru |      | BAP Villavisencio (FM-52) BAP Almirante Grau (FM-53) BAP Mariategui (FM-54)         | 2986 t      |                                              |
| Aguirre (Lupo-Klasse)  | Italien       |      | BAP Aguirre (FM-55) BAP Palacios (FM-56) BAP Bolognesi (FM-57) BAP Quiñones (FM-58) | 2986 t      | ehemalige Einheiten der Italienischen Marine |

#### Korvetten
| Schiffsklasse           | Herkunft         | Foto | Schiffe | Verdrängung | Anmerkungen                                       |
| ----------------------- | ---------------- | ---- | --- | ----------- | ------------------------------------------------- |
| Velarde (PR-72P-Klasse) | Frankreich/ Peru |      | BAP Velarde (CM-21) BAP Santillana (CM-22) BAP De los Heros (CM-23) BAP Herrera (CM-24) BAP Larrea (CM-25) BAP Sanchez Carrión (CM-26) | 610 t       |                                                   |
| Ferré (Pohang-Klasse)   | Südkorea         |      | BAP Ferré (CM-27) BAP Guise (CM-28) | 1200 t      | ehemalige Einheiten der Marine der Republik Korea |

#### U-Boote
| Schiffsklasse     | Herkunft    | Foto | Schiffe | Verdrängung | Anmerkungen |
| ----------------- | ----------- | ---- | --- | ----------- | ----------- |
| U-Boot-Klasse 209 | Deutschland |      | BAP Angamos (SS-31) BAP Antofagasta (SS-32) BAP Arica (SS-33) BAP Chipana (SS-34)BAP Islay (SS-35) BAP Pisagua (SS-36) | 1285 t      |             |

#### Amphibische Einheiten
| Schiffsklasse     | Herkunft               | Foto | Schiffe                                 | Verdrängung | Anmerkungen                                                      |
| ----------------- | ---------------------- | ---- | --------------------------------------- | ----------- | ---------------------------------------------------------------- |
| Makassar          | Südkorea/ Peru         |      | BAP Pisco (AMP-156) BAP Paita (AMP-157) | 11.394 t    | Amphibious Transport Dock. Die Paita befindet sich noch im Bau.  |
| Terrebonne Parish | Vereinigte Staaten     |      | BAP Callao (DT-143) BAP Eten (DT-144)   | 5800 t      | Panzerlandungsschiff, ehemalige Einheiten der United States Navy |
| Griffon 2000TD    | Vereinigtes Königreich |      |                                         |             | Luftkissenfahrzeug. Sieben Einheiten im Dienst.                  |

#### Sonstige
| Schiffsklasse | Herkunft           | Foto | Schiffe                                    | Verdrängung | Anmerkungen                                                     |
| ------------- | ------------------ | ---- | ------------------------------------------ | ----------- | --------------------------------------------------------------- |
|               |                    |      | BAP Tacna                                  |             | Tanker, ehemalige Einheit Amsterdam der Niederländischen Marine |
|               | Vereinigte Staaten |      | BAP Noguera (ACP-118) BAP Gauden (ACP-119) |             | Tanker, ehemalige Einheiten der United States Navy              |
|               |                    |      | BAP Unión (BEV-161)                        |             | Segelschulschiff, größtes Segelschulschiff Lateinamerikas       |
|               | Spanien            |      | BAP Carrasco (BOP-171)                     |             | Forschungsschiff                                                |
|               | Peru               |      | BAP Stiglich (AH-172)                      |             | Forschungsschiff für den Amazonas                               |
| Dokkum        | Niederlande        |      | BAP Zimic (COMBSH-173)                     |             | Forschungsschiff                                                |
|               |                    |      | BAP Macha (AEH-174)                        |             | Forschungsschiff                                                |
| Van Straelen  | Niederlande        |      | BAP Carrillo (AH-175) BAP Melo (AH-176)    |             | Forschungsschiff                                                |

### Marineinfanterie
Die Marineinfanterie verfügt über folgende Ausrüstung:

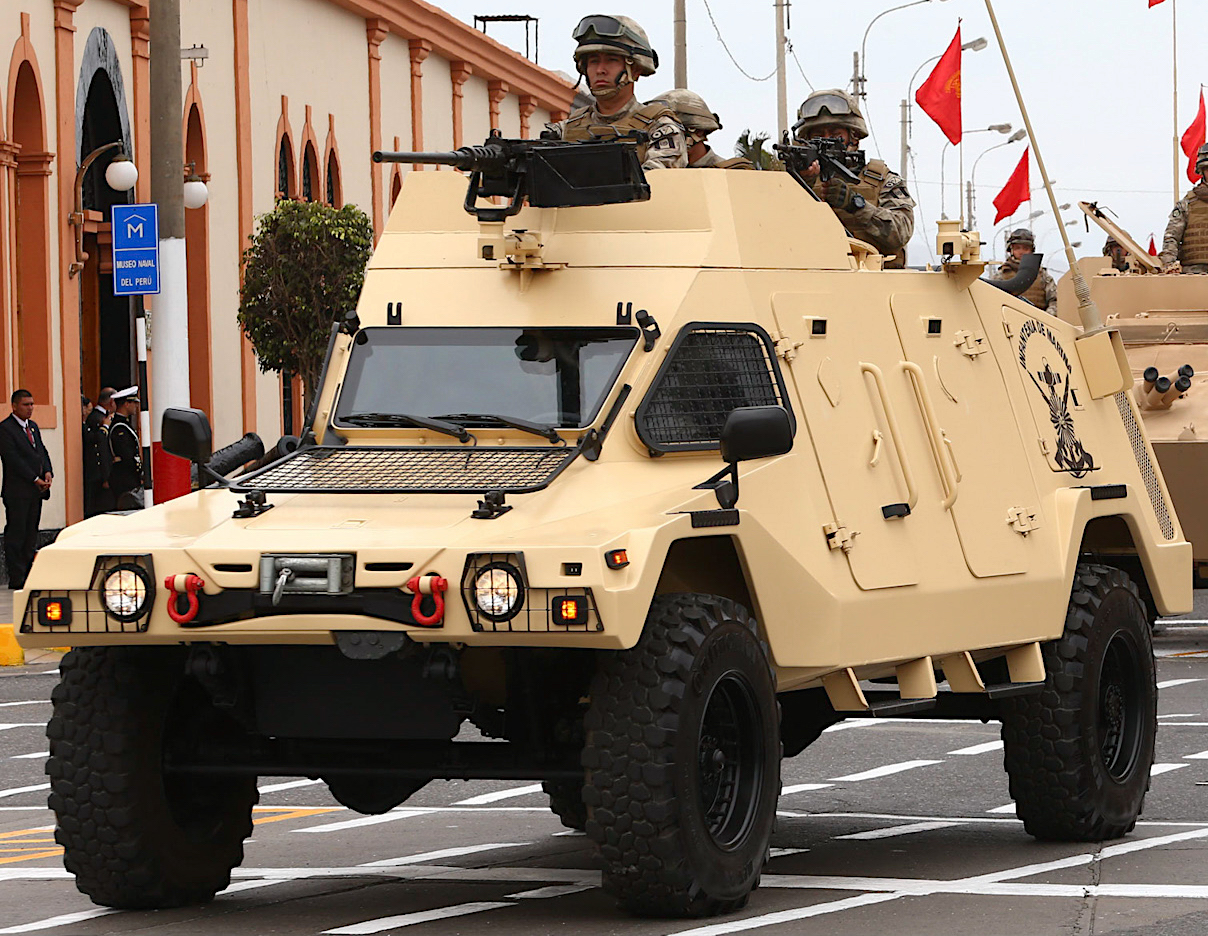
RAM-2000 der Peruanischen Marine Infanterie

| Typ                | Herkunft           | Funktion                | Version    | Anzahl    |
| Fahrzeuge          | Fahrzeuge          | Fahrzeuge               | Fahrzeuge  | Fahrzeuge |
| ------------------ | ------------------ | ----------------------- | ---------- | --------- |
| RAM-2000           | Israel             | Spähpanzer              |            | 7         |
| LAV-25             | Vereinigte Staaten | Mannschaftstransporter  |            | 32        |
| M706               | Vereinigte Staaten | Mannschaftstransporter  | V-100V-200 | 15+       |
| Panzerabwehrwaffen |                    |                         |            |           |
| FFV Carl Gustaf    | Schweden           | Reaktive Panzerbüchse   |            |           |
| M40                | Vereinigte Staaten | Rückstoßfreies Geschütz | A1         |           |
| Artillerie         |                    |                         |            |           |
| D-30               | Sowjetunion        | 122-mm-Haubitze         |            |           |

### Luftfahrzeuge
Die Marineflieger der peruanischen Marine betreiben 17 Flugzeuge und 18 Hubschrauber (Stand Ende 2021).
| Luftfahrzeuge       | Bild         | Herkunft           | Verwendung                      | Version                      | Aktiv     | Bestellt  | Anmerkungen                                              |
| Flugzeuge           | Flugzeuge    | Flugzeuge          | Flugzeuge                       | Flugzeuge                    | Flugzeuge | Flugzeuge | Flugzeuge                                                |
| ------------------- | ------------ | ------------------ | ------------------------------- | ---------------------------- | --------- | --------- | -------------------------------------------------------- |
| Beechcraft King Air | Beispielbild | Vereinigte Staaten | Seeaufklärer                    | Super King Air B200          | 3         |           |                                                          |
| Fokker 50           |              | Niederlande        | SeeaufklärerTransportflugzeug 0 | Focker 60Focker 50 Focker 60 | 21 2      |           |                                                          |
| Antonow An-32       |              | Sowjetunion        | Transportflugzeug               | An-32B                       | 2         |           |                                                          |
| Beechcraft Bonanza  | Beispielbild | Vereinigte Staaten | Schulflugzeug                   | Beechcraft T-34 C1 Mentor    | 7         |           |                                                          |
| Hubschrauber        |              |                    |                                 |                              |           |           |                                                          |
| Bell 212            |              | Vereinigte Staaten | Mehrzweckhubschrauber           | Bell 212Bell 412             | 5         |           |                                                          |
| Sikorsky S-61       |              | Vereinigte Staaten | Mehrzweckhubschrauber           | ASH-3DUH-3H                  | 5         |           |                                                          |
| Mil Mi-8            |              | Russland           | Mehrzweckhubschrauber           | Mi-171                       | 1         |           | 5 weitere geplant                                        |
| Kaman H-2           | Beispielbild | Vereinigte Staaten | Mehrzweckhubschrauber           | SH-2G „Super Seasprite“      | 1         |           | Ehemalige Maschine der Königlich Neuseeländischen Marine |
| Bell 206            | Beispielbild | Vereinigte Staaten | Schulungshubschrauber           |                              | 2         |           |                                                          |
| Enstrom F-28        |              | Vereinigte Staaten | Schulungshubschrauber           |                              | 4         |           |                                                          |

### Historische Schiffe
Bekannte ehemalige Schiffe der peruanischen Marine sind:
- Fregatte Amazonas
- Fregatte Apurímac
- Korvette América
- Monitor Atahualpa
- Bergantín Gamarra
- Panzerschiff Huáscar
- Panzerschiff Independencia
- Monitor Manco Cápac
- Korvette Pilcomayo
- Korvette Unión
- leichter Kreuzer Almirante Grau

## Dienstgrade und Dienstgradabzeichen

### Offiziere
| Dienstgradgruppe        | Flaggoffiziere | Flaggoffiziere | Flaggoffiziere | Stabsoffiziere   | Stabsoffiziere     | Stabsoffiziere     | Subalternoffiziere | Subalternoffiziere   | Subalternoffiziere | Subalternoffiziere |
| ----------------------- | -------------- | -------------- | -------------- | ---------------- | ------------------ | ------------------ | ------------------ | -------------------- | ------------------ | ------------------ |
| Schulterstücke          |                |                |                |                  |                    |                    |                    |                      |                    |                    |
| Dienstgrad              | Almirante      | Vicealmirante  | Contralmirante | Capitán de navío | Capitán de fragata | Capitán de corbeta | Teniente primero   | Teniente segundo     | Alférez de fragata |                    |
| Dienstgrad (Bundeswehr) | Admiral        | Vizeadmiral    | Konteradmiral  | Kapitän zur See  | Fregattenkapitän   | Korvettenkapitän   | Kapitänleutnant    | Oberleutnant zur See | Leutnant zur See   |                    |
| NATO-Rangcode           | OF-9           | OF-8           | OF-7           | OF-5             | OF-4               | OF-3               | OF-2               | OF-1                 | OF-1               |                    |

### Unteroffiziere und Mannschaften
| Dienstgradgruppe | Unteroffiziere             | Unteroffiziere             | Unteroffiziere  | Unteroffiziere  | Unteroffiziere  | Mannschaften           | Mannschaften           | Mannschaften           |
| ---------------- | -------------------------- | -------------------------- | --------------- | --------------- | --------------- | ---------------------- | ---------------------- | ---------------------- |
| Dienstgrad       | Técnico Supervisor Primero | Técnico Supervisor Segundo | Técnico Primero | Técnico Segundo | Técnico Tercero | Oficial de Mar Primero | Oficial de Mar Segundo | Oficial de Mar Tercero |
| NATO-Rangcode    |                            |                            |                 |                 |                 |                        |                        |                        |

### Seekadetten
| Dienstgradgruppe | Seekadetten          | Seekadetten          | Seekadetten           | Seekadetten          | Seekadetten              |
| ---------------- | -------------------- | -------------------- | --------------------- | -------------------- | ------------------------ |
| Dienstgrad       | Cadete de cuarto año | Cadete de tercer año | Cadete de segundo año | Cadete de primer año | Aspirante a cadete naval |
| NATO-Rangcode    |                      |                      |                       |                      |                          |

## Hymne der peruanischen Marine
„Gloriosa Marina Peruana“ ist die offizielle Hymne der peruanischen Marine. Ihr Text lautet:
Mar peruano, escenario milenario de bronceados marineros que en la esencia de tu sal, nos legaron para siempre aquel dominio que preserva en su destino nuestra Armada Nacional.
La Gloriosa Marina Peruana conserva la llama de la tradición, pues al ir patrullando sus aguas, tarea sagrada, eterna misión...
Miguel Grau continua presente sobre el puente del “Huascar” sin par El centauro.. Nobleza y Acero ¡mejor marinero jamás tuvo el mar!
En los hombres que guardan memoria acciones de gloria, cual tuvo Noel, si les toca su hora, en la historia sabrán ser sublimes, así como él... La marina por ellos existe y por ellos ha de perdurar... cual los firmes colores que viste ¡el oro del sol y el azul de su mar!

## Tag der Marine
Mit Gesetz (ley) 102526 vom 6. Oktober 1945 wurde der 8. Oktober, der Tag der Seeschlacht von Angamos und der Todestag Miguel Grau Seminario, zum Tag der Marine erklärt.

## Freizeiteinrichtungen
Die peruanische Marine unterhält seit dem Jahr 1900 für ihre Offiziere und deren Familien mehrere Freizeiteinrichtungen. Die wichtigsten Einrichtungen sind:
- ′La sede San Borja del Centro Naval del Perú′ in San Borja, einem Stadtteil von Lima
- ′El Centro Naval del Perú Sede Callao′ in Callao
- ′Resort & Centro de Convenciones "El Remanso"′ in der Nähe von Chosica am Río Rímac
- ′El Centro Naval del Perú Sede "Club Náutico"′ im Badeort La Punta, einem Stadtteil von Callao
- ′El Centro Naval del Perú Sede "Balneario de la Marina"′ im Badeort Ancón, in Canta, eine Provinz in der Region Lima